# Archiprêtré
Un archiprêtré est une division territoriale de l'Église catholique.

## Terminologie
Avant que le mot « archiprêtré » ne soit retenu par tous, on parlait également d' « archiprévérés » et d' « archiprêtrises ».
Le mot figure dans le Nouveau Larousse Illustré (1897-1904), avec deux significations : il désigne le territoire soumis à la juridiction de l'archiprêtre, et également la demeure de l'archiprêtre.
On perd la trace de ce mot dans les dictionnaires entre 1948 et 1970.
L'archiprêtré, dans sa signification de territoire, est un échelon territorial intermédiaire entre la paroisse et le diocèse (par exemple, il existe 18 archiprêtrés dans le diocèse de Limoges pour environ 900 paroisses à la veille de la Révolution).

## Histoire de l'archiprêtré en tant que territoire
Vers le IXe siècle, alors que l'implantation rurale de l'église était déjà bien développée, l'archiprêtre, qui était une sorte de lieutenant de l'évêque, se voyait confier des missions territoriales de contrôle (sur la récolte des bénéfices ecclésiastiques) et d'évaluation du comportement des prêtres et de la protection des fidèles les plus humbles.
À partir du XIIe siècle, ces missions se sont organisées en réelles circonscriptions territoriales qui ont pris le nom de la paroisse où l'archiprêtre résidait. Par exemple, l'archiprêtré de Chirouze.
La référence à cet échelon territorial a persisté jusqu'à la Révolution, notamment dans les inventaires de biens d'églises : les pouillés, en conservant les périmètres et le nom des archiprêtrés, même lorsque le siège de l'archiprêtré changeait de localisation.

## Forme des archiprêtrés
Cette subdivision du diocèse est comparable à celle qui a vu le jour depuis entre préfecture et sous-préfectures (département et arrondissements). Cependant, on ne trouve pas dans la géographie des archiprêtrés la même rationalité spatiale qui marque la configuration des circonscriptions administratives modernes. Cette différence correspond à une évolution évidente de la perception de l'espace, entre les temps antiques et les temps modernes.
Des débats ont eu lieu entre historiens pour déterminer si les archiprêtrés étaient ou non les héritiers des divisions antérieures plus petites que les pagi : vicairies et centaines. Sans en épouser exactement les formes, les archiprêtrés ressemblent en effet à ces territoires antiques.
La filiation est plus certainement à rechercher dans une perception de l'espace similaire entre l'époque gauloise et l'époque mérovingienne. En absence de cartes, le paysage à parcourir se vit comme une succession de lignes qui rejoignent les villages, longent les rivières, parcourent les lignes de crêtes. La voie romaine rectiligne est significative de cette linéarité.
Les dignitaires, qu'ils fussent gaulois, romains ou ecclésiastiques, empruntaient les mêmes chemins pour visiter des territoires similaires.
Considérant la grande stabilité de l'organisation ecclésiastique, la forme des archiprêtrés du XVIIIe siècle (époque à partir de laquelle nous disposons de cartes de qualité) peut être considérée comme une trace fossile de la représentation de l'espace qu'avaient les populations aux temps reculés de la christianisation et des premières paroisses rurales. Cette forme donne des indications importantes sur les « bassins de vie » de l'époque antique.

## Stabilité de l'organisation ecclésiastique
Dans l'ancien régime, l'Église fut la seule à disposer d'une organisation territoriale stable dans le temps, indépendante des aléas « politiques », qu'ils fussent féodaux ou issus du pouvoir central. Le caractère non héréditaire de l'organisation ecclésiastique, l'absence de volonté de conquérir et la nécessité de conserver les bénéfices à tirer d'un territoire, furent certainement les meilleures raisons de cette stabilité, qui offre ainsi les conditions d'une continuité avec l'organisation romaine préexistante à celle de l'église.
Dès le Moyen Âge, on trouve dans l'empilement « Archevêché / Diocèse / Archiprêtré / Paroisse », les mêmes caractères de continuité géographique et de non chevauchement qui déterminent encore, à l'époque moderne, l'organisation des collectivités locales.
La limite de l'exercice territorial structuré par les diocèses fut donnée par le développement des abbayes qui, par le biais des dons provenant de propriétés féodales, se sont retrouvées tenancières de bénéfices (prieurés, paroisses, chapelles) localisés de façon complètement indépendante de l'organisation territoriale diocésaine. Au niveau local, seule la paroisse, et « l'esprit de clocher » qui l'accompagne, va survivre à la Révolution, qui va largement s'en inspirer pour la description des périmètres des communes et départements.

## Sources
- Joseph Nadaud, Pouillé historique du diocèse de Limoges, 1775
- André Lecler, « L'archiprêtré de Saint Exupéry », Bulletin de la Société Archéologique et Historique de Tulle,‎ 1886
- Maximin Deloche, « Les archiprêtrés de l'ancien diocèse de Limoges depuis le XIIIe siècle jusqu'en 1790 », Bulletin de la Société Archéologique de Tulle,‎ 1898
- Maximin Deloche, Essai sur la géographie de la Gaule et spécialement sur les divisions territoriales du Limousin au Moyen-Age, 1861 (gallica)
- plusieurs auteurs, dont Jacqueline Vier, 2000 ans de christianisme, Société d'histoire chrétienne, 1975, p. 10 tomes
- Michel Aubrun, L'ancien diocèse de Limoges des origines au milieu du XIe siècle, Clermont-Ferrand, Institut d'Etudes du Massif Central, 1981, 468 p.
- Bernadette Barrière, « Le Limousin médiéval », Atlas du Limousin, une nouvelle image du Limousin PULIM,‎ 1994
- Jean François Boyer, « La Meyze, un des archiprêtrés du diocèse de Limoges au Moyen Âge », Bulletin de la Société archéologique et historique du Limousin, t. 142, 2014, p. 5-30.